# KRTAP5-9
KRTAP5-9 (англ. Keratin associated protein 5-9) – білок, який кодується однойменним геном, розташованим у людей на 11-й хромосомі. Довжина поліпептидного ланцюга білка становить 169 амінокислот, а молекулярна маса — 16 276.
| 10         |  | 20         |  | 30         |  | 40         |  | 50         |
| ---------- |  | ---------- |  | ---------- |  | ---------- |  | ---------- |
| MGCCGCSGGC |  | GSSCGGCDSS |  | CGSCGSGCRG |  | CGPSCCAPVY |  | CCKPVCCCVP |
| ACSCSSCGKR |  | GCGSCGGSKG |  | GCGSCGCSQC |  | SCCKPCCCSS |  | GCGSSCCQCS |
| CCKPYCSQCS |  | CCKPCCSSSG |  | RGSSCCQSSC |  | CKPCCSSSGC |  | GSSCCQSSCC |
| KPCCSQSRCC |  | VPVCYQCKI  |  |            |  |            |  |            |

A: Аланін

C: Цистеїн

D: Аспарагінова кислота

G: Гліцин

I: Ізолейцин

K: Лізин

M: Метіонін

P: Пролін

Q: Глутамін

R: Аргінін

S: Серин

V: Валін